# Вулиця Яловець (Львів)
Вулиця Яловець — вулиця у Личаківському районі міста Львова, у горішній частині Личакова. Сполучає вулиці Личаківську та Миколи Голубця. Прилучаються вулиці Буківська та Горівська. Неподалік розташований Винниківський лісопарк.

## Історія
Вулиця Яловець утворилася наприкінці XIX століття та отримала свою назву у 1899 році від рослини ялівця, який колись зростав у цій місцевості.
Колись, як і у сусідніх Кривчицях, тут формувалися купецькі каравани, що прямували на Схід до кримської Кафи. На Ялівці відбувалися українсько-польські бої у листопаді 1918 року. Українці, що полягли у боротьбі із переважаючими силами поляків, їх братська могила спочатку була тут, пізніше тіла загиблих вояків були перепоховані на Личаківському цвинтарі. У 1919—1920 роках на Ялівці діяв табір інтернованих українців, через який пройшли, як тисячі інтелігентів і селян, так цивільних та військових.

## Забудова
На вулиці Яловець переважає одно- і двоповерховий конструктивізм 1930-х років, двоповерхова житлова барачна забудова 1950-х років та нова забудова 2000-х років. Під № 15 збудований комплекс споруд монастиря сестер Пресвятої Родини, що належить Українській греко-католицькій церкві. На території комплексу монастиря розташований головний дім Згромадження сестер Пресвятої Родини у Львові з церквою Святого Миколая Чудотворця.